# Kieler Sprotte
Le Kieler Sprotte est un ancien bateau à vapeur de transport de passagers construit en 1905 et qui a navigué pendant environ 90 ans dans les eaux de Poméranie occidentale, dans la lagune de Bodden (en) et dans la lagune de Szczecin. Il est maintenant exploité comme navire musée flottant par une association de Kiel.
Il est classé monument historique de Ueckermünde en Mecklembourg-Poméranie-Occidentale depuis 1989.

## Historique
Le navire a été construit en 1905 sous le nom de Großherzogin Alexandra par le chantier Neptun Schiffswerft und Maschinenfabrik à Rostock. La même année, il a été mis en service par le Ribnitz-Wustrower-Dampfschiffs-Gesellschaft à Wustrow. La Grande-Duchesse Alexandra a été employée dans le service régulier et d'excursion, en particulier pour les vacanciers sur la chaîne Darss-Zingst Bodden Chain (en) entre Ribnitz et Wustrow et les stations balnéaires de Fischland, Darß et Zingst. L'utilisation du navire s'est arrêtée après l'expansion du réseau ferroviaire dans la région dans les années 1920.
En 1930, le navire a été vendu à A. Birkit, à qui il a été acquis peu de temps après par le capitaine Walter Krusemark de Barth. Il a continué à utiliser le navire, rebaptisé Walter, pour le voyage à Bodden et pour des voyages occasionnels à Stralsund et Hiddensee. Pendant la Seconde Guerre mondiale, le bateau à vapeur a servi de moyen de transport important sur la ligne de Barth à Prerow et Zingst ainsi qu'à Dierhagen et Wustrow. En 1955, Walter Krusemark fit convertir le Walter en bateau à moteur au chantier naval de Barth.

### Préservation
La ville d'Ueckermünde a acheté le navire en 1963. En tant que cinquième navire depuis 1862 avec le nom Ueckermünde, le bateau à moteur était géré par l'association municipale spéciale Hafftourist et continuait à être utilisé pour le transport de passagers. Par résolution du conseil municipal, Ueckermünde a été placé sous protection en tant que monument technique en 1989 . 

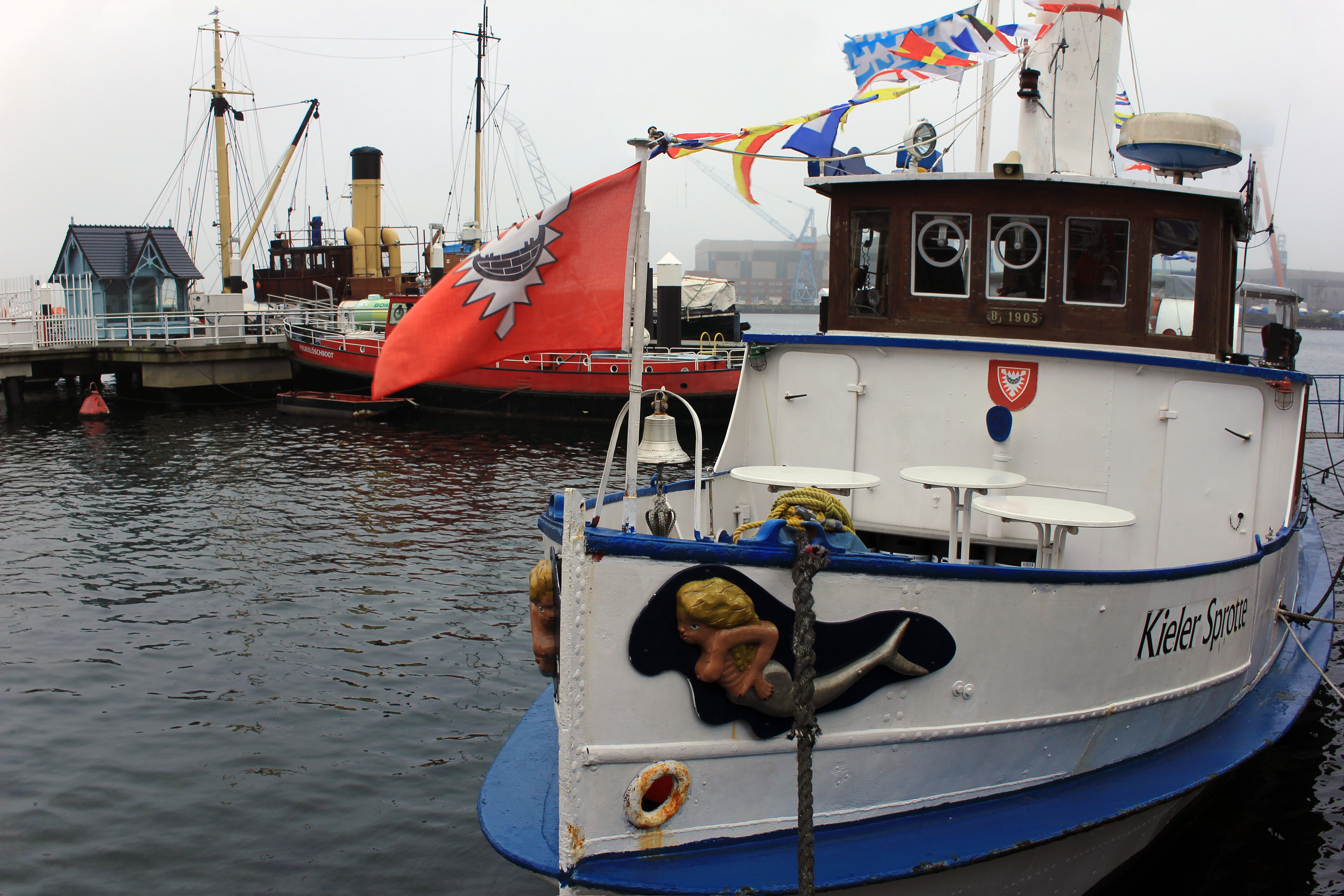
Kieler Sprotte

Après la réunification de l'Allemagne, le navire est resté la propriété de la ville d'Ueckermünde jusqu'en 1993 et a été exploité par une association de parrainage. Le capitaine D. Hess de Belau a acquis le navire en 1993 et l'a transféré à Kiel après la fin de la saison. Il y a eu ensuite d'autres changements de propriété. En 1996, le navire a été renommé Kieler Sprotte. Jusqu'à présent, le dernier propriétaire est le Kieler Verein Museumsschiff Kieler Sprotte e.V.. Le sprotte est symbolisé par deux sirènes à la proue du navire.
À l'origine, la machine à vapeur avait une puissance de 70 cv. Avec une vis, le navire atteignait 9 nœuds. En 1955, le navire reçut un moteur diesel de 100 cv du remorqueur Hella, qui fut remplacé en 1972 par un moteur diesel SKL 6 NVD 24 de 150 cv atteignant 10 nœuds. Le nombre de passagers à l'origine était de 140 personnes. Aujourd'hui, il est conçu pour 50 personnes.

### Navires similaires
- le navire vapeur de transport Prinz Heinrich de Leer, construit en 1909.
- le navire vapeur de transport Alexandra de Flensbourg, construit en 1908.